# 奥利弗·卡恩
奥利弗·罗尔夫·卡恩（德語：Oliver Rolf Kahn，德語發音：[ˈɔ.lɪ.vɐ ˈkʰaːn]，1969年6月15日—），前德国足球守门员，于1975年在卡尔斯鲁厄青年队开始其足球生涯，12年后被提拔至一线队首次亮相。1994年，他以460万德国马克的身价转会拜仁慕尼黑，在该队效力至2008年退役。2019年8月拜仁慕尼黑官方宣布，卡恩将回歸球隊擔任魯梅尼格的助理，並預計將於2022年後者退休後接手擔任拜仁CEO的职务，同时成为俱乐部董事会主席。
卡恩為当代最成功的德国球员之一，随拜仁赢得8次德国足球冠军、6次德国杯冠军、1次欧洲冠军联赛冠军、1次欧洲联盟杯冠军和1次洲际杯冠军。个人荣誉包括连续4次获得欧洲足联最佳门将、3次IFFHS世界最佳门将和兩次德国足球先生。在2002年世界杯上，卡恩还成为了历史上首位及唯一一位赢得世界杯金球奖的守门员。
从1994年至2006年，卡恩都是德国国家足球队中的一员，在安德烈亚斯·克普克退役后担任主力门将。在2002年世界杯，球队晋级决赛，虽然德国队偶尔会因表现不佳而遭到批評，然而卡恩的出色发挥被证明是决赛前几场比赛中德国队获胜的关键因素。他被评为了这项赛事的最佳球员，荣膺世界杯金球奖。

## 俱乐部生涯

### 卡尔斯鲁厄
卡恩在6岁时便加盟卡尔斯鲁厄，他的父亲罗尔夫·卡恩也曾于1962年至1965年在该队效力。在成长为守门员之前，他在队中只是一名球童。自1987-88赛季起，卡恩被列入一线队的大名单参加德甲联赛，但仅能作为亚历山大·法穆拉的替补。1987年11月27日，卡恩在球队主场以4比0战胜科隆的比赛中迎来他的德甲首秀，然而直至1990年，主教练雲費特·舒哈化才决定将他取代法穆拉成为首发队员。在随后的几年中，卡恩确立了自己作为球队主力门将的地位。他被认为是卡尔斯鲁厄在1993/94赛季欧洲联盟杯中成功晋级半决赛的关键球员和重要因素。在此前的第二轮比赛中，球队先是在馬斯泰拿球場以1比3不敌巴伦西亚，回到主场后却以7比0狂胜对手而晋级。这场比赛也被德国媒体戏称为“维尔德公园球场奇迹”。然而，球队最终在半决赛中被奥地利球队萨尔茨堡淘汰。

### 拜仁慕尼黑
卡恩在卡尔斯鲁厄的出色表现促使拜仁慕尼黑表达了收购的意向。后者随即在1994-95赛季开始前以460万德国马克的转会费将其签入，创造了当时德国守门员的最高转会费纪录，并被确定为替代莱蒙德·奥曼的主力门将。虽然他遭受了十字韧带断裂的伤病困扰，并使他远离赛场几乎半年之久，但就在他伤愈两个月后便在德国国家队完成了首秀。他还参加了拜仁在1995/96赛季欧洲联盟杯中以总比分5比1战胜波尔多的两场决赛。在1996-97赛季，卡恩收获了他在拜仁的首个德国足球冠军及德国联赛杯冠军，并在职业生涯中第二次被评为年度德国最佳守门员（第一次在1994年）。
1999年，拜仁晋级1999年欧洲冠军联赛决赛，在诺坎普球场面对曼彻斯特联。虽然球队由马里奥·巴斯勒在第6分钟便先开纪录，但曼联凭借泰迪·舒寧咸和奥勒·居纳尔·索尔斯克亚在下半场补时阶段的2个入球逆转取胜。同年，卡恩被国际足球历史和统计联合会评选为年度世界最佳守门员。
2001年3月3日，卡恩在对阵汉莎罗斯托克的一场德甲联赛被驱逐出场。在这场拜仁以2比3告负的比赛最后阶段，他先是因爲故意將球踢上看台領到一張黃牌，之後悄然进入对方禁区，高高跃起将队友罚出的角球用拳头砸入球门。主裁判立即出示红牌将其罚下。在2001年欧洲冠军联赛决赛对阵巴伦西亚的比赛中，卡恩作为拜仁阵中的一员被评为比赛最佳球员。他在双方于加时赛以1比1战平之后的点球大战中发挥了重要作用，共3次扑出对方射门。赛后他还走到因失利而痛哭的对方门将圣地亚哥·卡尼萨雷斯面前，试图安慰对手，并因此而获得了欧洲足联公平竞赛奖。同年，卡恩还随拜仁在东京国立霞丘陆上竞技场击败博卡青年，夺得洲际杯冠军。由于饱受个人情绪、伤病和缺乏动力等因素影响，他在2002-03赛季的中表现急转直下。在2003-04赛季欧洲冠军联赛淘汰赛对阵皇家马德里的第一轮比赛中，卡恩犯下低级失误将罗伯特·卡洛斯一记看似柔和的射门漏入网内，并最终导致他的团队在这项赛事中被淘汰出局。《每日邮报》是这样批评他的过错：“卡恩再次在面对巴西人的重大场合中掉链子，就像在2002年世界杯决赛一样。只是这一次他漏掉的是罗伯特·卡洛斯的任意球而非里瓦尔多的射门，这个尴尬的失球可能会为拜仁带来灾难性的后果”。在随后一个赛季中，卡恩随拜仁收获了德甲及德国杯的双冠王。
在2006年对阵比勒费尔德的一场德甲比赛前，替补门将米夏埃尔·伦辛在热身时与卡恩进行连续扑射练习。前者的其中一脚射门直接命中卡恩右眼，造成眼眶立即肿胀并变色，只能临时退出比赛。伦辛则很轻松的参加他代表拜仁上阵的第11场联赛，并以2比0击败对手。

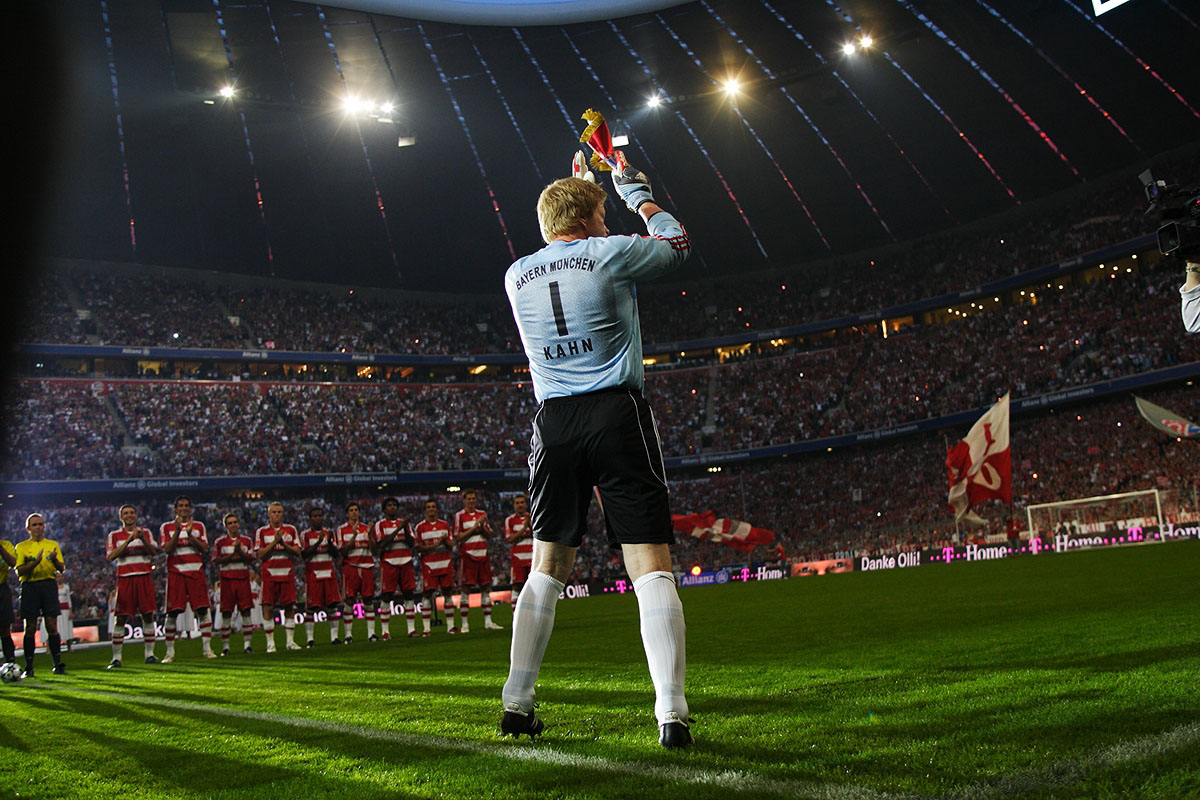
卡恩于2008年8月的告别赛中

在职业生涯晚期，卡恩宣布他将履行与拜仁的合同直至2007-08赛季结束。他在为拜仁效力期间创造了1012分钟联赛和冠军联赛中的德国门将不失球纪录，这一纪录直至2011年才由曼努埃尔·诺伊尔所打破。2007年9月2日，时年38岁的卡恩参加了自己的第535场德甲比赛，成为在德甲联赛出场次数最多的守门员。卡恩参加的最后的一场欧洲赛事是在2008年5月1日的欧洲联盟杯半决赛中以0比4不敌圣彼得堡泽尼特；他在德甲的最后一次出场则是在同年5月17日以4比1战胜柏林赫塔的比赛中。
卡恩在拜仁慕尼黑阵中的最后亮相是在2008年5月27日于加尔各答盐湖体育场对阵巴甘莫哈的一场亚洲巡演友谊赛中，并吸引了大约120,000人现场观战。拜仁以3比0完赛，卡恩也于第55分钟被伦辛替换下场。经历了20年的职业生涯后（其中14年效力于拜仁），卡恩正式宣告退役，其告别赛于2008年9月2日在安联球场举行，由拜仁慕尼黑对阵德国国家队，双方最终以1比1结束。

## 国家队生涯
卡恩最初是作为第三门将入选了德国国家足球队参加1994年世界杯足球赛的大名单；然而直至1995年6月23日，在他从十字韧带伤愈复出的两个月后才完成了首次国际比赛亮相，帮助德国队以2比1战胜瑞士。在1996年欧洲足球锦标赛期间，卡恩又作为奥利弗·雷克身后的替补门将跟随德国队在英格兰赢得了冠军。他同样在替补席上度过了在法国举行的1998年世界杯足球赛，直至安德烈亚斯·克普克宣布退役后，卡恩才成为了首发门将。两年后的2000年欧洲足球锦标赛，德国队在小组赛中尴尬出局，卡恩则接过了队长袖标，成为前锋奥利弗·比尔霍夫的继任者。
2001年，卡恩在德国队于慕尼黑对阵英格兰的2002年世界杯外围赛中经历了其国际职业生涯中最糟糕的表现之一。由于此前德国曾在双方的首回合较量中于温布利球场以1比0战胜对手而获得心理优势，但这场比赛他们却以1比5大败，并被对方前锋迈克尔·欧文上演帽子戏法。尽管失利，德国队还是通过在附加赛中战胜乌克兰而获得决赛圈参赛资格，卡恩亦仍将在即将到来的世界杯中担任1号门将。同年，卡恩在其职业生涯中第2次被国际足球历史和统计联合会评选为年度世界最佳守门员。
尽管外界对德国队在2002年世界杯的期望值较低，但球队还是成功晋级了决赛，卡恩在全部赛事仅被对手射入3球，其中2个都是在决赛。在最后一场比赛之前，卡恩的右手无名指韧带撕裂，他在比赛中的第一个失球是第67分钟扑救里瓦尔多的一个反弹射门脱手，由罗纳尔多补射入网。比赛完场后，巴西人欢庆加冕新科世界冠军，卡恩则独自一人沮丧的站在球门前，不过他却拒绝将自己的失误归咎于手指伤势。凭借在整个赛事期间的出色发挥，国际足联技术研究小组决定将世界盃雅辛獎授予卡恩，并历史上首次将世界杯金球奖授予一位守门员。他同时还成为了德国首个在世界杯决赛圈中保持5场比赛不失球的门将。
2004年欧洲足球锦标赛期间，卡恩继续保持他的1号门将地位，但德国再次在小组赛阶段遭到淘汰。卡恩在该次赛事之后放弃了队长袖标，并转授予米夏埃尔·巴拉克。同年7月26日，尤尔根·克林斯曼接替鲁迪·沃勒尔就任德国队主教练，他在卡恩及其竞争对手、阿森纳守门员延斯·莱曼之间采取轮换政策，以刺激两者之间的竞争。
2006年4月7日，经过两年的位置争议，克林斯曼宣布莱曼将会是他在2006年世界杯足球赛上的第一选择。卡恩则决定留队作为替补竞争；尽管他们曾为首发地位发生过激烈的冲突，但在赛事开始前，卡恩公开接受克林斯曼的决定。在四分之一决赛对阵阿根廷的点球大战前，卡恩和莱曼相互拥抱并握手，因为前者送上了鼓励及祝福。在赛后的新闻发布会中，卡恩又公开称赞莱曼扑出了两个决定性的点球。随后德国队在半决赛被意大利淘汰，卡恩因此得以在以3比1战胜葡萄牙的季军争夺战中首发出场。在这场代表德国队的最后一次亮相中，他在巴拉克受伤的情况下再度接过队长袖标。尽管巴斯蒂安·施魏因斯泰格在比赛中的表现盖过了卡恩，但后者也发挥出了高水准，并作出几次成功扑救。他先是将葡萄牙前锋保莱塔的反弹球射门挡出，后又将德科在禁区内的射门化解。在这场比赛之后，卡恩宣布退出德国队。他在国家队生涯中共出场89次，包括49场以队长身份上阵。他从未赢得过世界杯冠军，但分别曾在2002年以亚军身份和2006年以季军身份完赛。

## 电视生涯
2008年欧洲足球锦标赛后，卡恩加入了德国电视二台，作为一名分析师主要对德国国家队比赛进行解说，其后又在2012年欧洲足球锦标赛期间参与了赛事报道。但他在德国电视二台的工作也招致一些媒体同行的批评，其中德国电视一台的足球专家梅赫梅特·绍尔便抱怨卡恩的赛事解说毫无激情。2009年，卡恩还曾在中国黑龙江卫视的一档旨在寻找中国最优秀年轻门将的真人秀节目“卡恩龙门会”中担当评审嘉宾。截至2011年，他又开始与Sat.1谈判，试图将这档相同形式的节目以“永不放弃——卡恩的原则（Never give up - The Kahn Principle）”的名称引入德国电视频道，当中的获胜者将获得一份德甲球队的合同。

## 私人生活
卡恩出生于巴登-符腾堡州的南部城市卡尔斯鲁厄。他有部分拉脱维亚血统，其祖母是拉脱维亚人、其父亲也出生于该国的利耶帕亚，并在当地有较高的知名度。他还有一个长兄，名为阿克塞尔（Axel），曾效力于卡尔斯鲁厄并参加过德乙。2010年，卡恩与妻子西蒙妮（Simone）结束了10年的婚姻，期间他们生育有2个孩子。他其后的女朋友斯文娅（Svenja）在2011年2月也诞下一子，并在同年7月9日正式完婚。
2009年，沙尔克04曾邀请卡恩出任球队主教练，但遭到了后者的拒绝。两年以后，在2011年4月，卡恩因在迪拜旅行之后带回的价值超过6,000欧元的奢侈品服饰并没有进行任何申报，从而被德国法庭判定为逃税，并处以了12.5万欧元的罚款。
卡恩是慕尼黑街头足球联赛的支持者，该联赛被认为有组织性街头足球的先锋项目，也为德国和欧洲范围内不同文化的相互了解和价值教育提供了舞台。同时他也支持塞普·赫尔贝格基金会（Sepp-Herberger-Stiftung）和贾斯丁·罗科拉协会（Justin Rockola Soforthilfe），其中前者主要致力于促进足球运动在学校、俱乐部和监狱的推广；后者的目标则是保护青少年人群免受暴力、酒精和毒品的侵害。此外，卡恩还设立有奥利弗·卡恩基金会（Oliver Kahn Stiftung），并自2009年秋季以来与罗兰·贝格基金会（Roland Berger Stiftung）共同在9个联邦州的学校中开展合作。其基金会自主开办的项目名为“你抓住它！（Du packst es!）”，旨在提高学生的学习兴趣。
卡恩在2010年获得教练从业证书。而通过在哈根函授大学和西堡宫私立大学（Privatuniversität Schloss Seeburg）的进修后，他还获得了工商管理硕士学位。

## 声誉
卡恩因他在职业生涯中面对重压时所表现出来的坚毅、冷静和影响力而赢得广泛的尊重，并因此获得“巨人（Der Titan）”的绰号。拜仁慕尼黑官方网站曾在其个人档案中列出了“要强、有纪律、有事业心”的属性。经历了2002年韩日世界杯后，卡恩在亚洲也拥有较高的知名度，他开始出现在当地企业的一些电视广告中，其中包括日本银行信用金库。2008年，他的蜡像在杜莎夫人蜡像馆的柏林分馆中揭幕。此外，卡恩还是莱比锡流行音乐组合王子乐队所唱歌曲中的主体。

## 生涯统计

### 俱乐部数据
| 俱乐部表现 | 俱乐部表现 | 俱乐部表现 | 联赛 | 联赛 | 杯赛   | 杯赛   | 洲际 | 洲际 | 总计 | 总计 |
| 赛季       | 球队       | 联赛       | 出场 | 入球 | 出场   | 入球   | 出场 | 入球 | 出场 | 入球 |
| 德国       | 德国       | 德国       | 联赛 | 联赛 | 德国杯 | 德国杯 | 欧战 | 欧战 | 总计 | 总计 |
| ---------- | ---------- | ---------- | ---- | ---- | ------ | ------ | ---- | ---- | ---- | ---- |
| 1987-88    | 卡尔斯鲁厄 | 德甲联赛   | 2    | 0    | 0      | 0      | –    | –    | 2    | 0    |
| 1988-89    | 卡尔斯鲁厄 | 德甲联赛   | 2    | 0    | 0      | 0      | –    | –    | 2    | 0    |
| 1989-90    | 卡尔斯鲁厄 | 德甲联赛   | 0    | 0    | 0      | 0      | –    | –    | 0    | 0    |
| 1990-91    | 卡尔斯鲁厄 | 德甲联赛   | 22   | 0    | 0      | 0      | –    | –    | 22   | 0    |
| 1991-92    | 卡尔斯鲁厄 | 德甲联赛   | 37   | 0    | 2      | 0      | –    | –    | 39   | 0    |
| 1992-93    | 卡尔斯鲁厄 | 德甲联赛   | 34   | 0    | 5      | 0      | –    | –    | 39   | 0    |
| 1993-94    | 卡尔斯鲁厄 | 德甲联赛   | 31   | 0    | 3      | 0      | 10   | 0    | 44   | 0    |
| 1994-95    | 拜仁慕尼黑 | 德甲联赛   | 23   | 0    | 21     | 0      | 5    | 0    | 30   | 0    |
| 1995-96    | 拜仁慕尼黑 | 德甲联赛   | 32   | 0    | 2      | 0      | 12   | 0    | 46   | 0    |
| 1996-97    | 拜仁慕尼黑 | 德甲联赛   | 32   | 0    | 4      | 0      | 2    | 0    | 38   | 0    |
| 1997-98    | 拜仁慕尼黑 | 德甲联赛   | 34   | 0    | 8      | 0      | 8    | 0    | 50   | 0    |
| 1998-99    | 拜仁慕尼黑 | 德甲联赛   | 30   | 0    | 8      | 0      | 13   | 0    | 51   | 0    |
| 1999-00    | 拜仁慕尼黑 | 德甲联赛   | 27   | 0    | 5      | 0      | 13   | 0    | 45   | 0    |
| 2000-01    | 拜仁慕尼黑 | 德甲联赛   | 32   | 0    | 4      | 0      | 16   | 0    | 52   | 0    |
| 2001-02    | 拜仁慕尼黑 | 德甲联赛   | 32   | 0    | 5      | 0      | 14   | 0    | 51   | 0    |
| 2002-03    | 拜仁慕尼黑 | 德甲联赛   | 33   | 0    | 6      | 0      | 6    | 0    | 45   | 0    |
| 2003-04    | 拜仁慕尼黑 | 德甲联赛   | 33   | 0    | 5      | 0      | 8    | 0    | 46   | 0    |
| 2004-05    | 拜仁慕尼黑 | 德甲联赛   | 32   | 0    | 7      | 0      | 10   | 0    | 49   | 0    |
| 2005-06    | 拜仁慕尼黑 | 德甲联赛   | 31   | 0    | 6      | 0      | 7    | 0    | 44   | 0    |
| 2006-07    | 拜仁慕尼黑 | 德甲联赛   | 32   | 0    | 2      | 0      | 9    | 0    | 44   | 0    |
| 2007-08    | 拜仁慕尼黑 | 德甲联赛   | 26   | 0    | 7      | 0      | 9    | 0    | 42   | 0    |
| 总计       | 德国       | 德国       | 557  | 0    | 81     | 0      | 142  | 0    | 780  | 0    |
| 生涯总计   | 生涯总计   | 生涯总计   | 557  | 0    | 81     | 0      | 142  | 0    | 780  | 0    |

1 包含德国超级杯

### 国家队数据
| 德国 | 德国 | 德国 |
| 年份 | 出场 | 入球 |
| ---- | ---- | ---- |
| 1995 | 2    | 0    |
| 1996 | 3    | 0    |
| 1997 | 3    | 0    |
| 1998 | 7    | 0    |
| 1999 | 6    | 0    |
| 2000 | 10   | 0    |
| 2001 | 10   | 0    |
| 2002 | 15   | 0    |
| 2003 | 9    | 0    |
| 2004 | 11   | 0    |
| 2005 | 7    | 0    |
| 2006 | 3    | 0    |
| 总计 | 86   | 0    |

## 荣誉
拜仁慕尼黑
- 德国足球冠军（8次）：1997、1999、2000、2001、2003、2005、2006、2008
- 德国杯冠军（6次）：1998、2000、2003、2005、2006、2008
- 德国联赛杯冠军（6次）：1997、1998、1999、2000、2004、2007
- 欧洲冠军联赛冠军：2001
- 欧洲联盟杯冠军：1996
- 洲际杯冠军：2001

德国
- 欧洲足球锦标赛冠军：1996
- 世界杯足球赛亚军：2002
- 世界杯足球赛季军：2006
- 国际足联联合会杯足球赛季军：2005

 
|
个人
- 欧洲冠军联赛决赛最佳球员：2001
- 欧洲足联公平竞赛奖：2001
- 德国足球先生：2000、2001
- 國際足球歷史和統計聯合會世界最佳门将：1999、2001、2002
- 欧洲足联俱乐部最佳门将：1999、2000、2001、2002
- 德甲最佳门将：1994、1997、1998、1999、2000、2001、2002
- 世界杯金球奖：2002
- 世界杯雅辛奖：2002
- FIFA 100
- 银月桂叶勋章

|}

## 延伸阅读
- （德文）Nummer eins, Droemer/Knaur 2004, ISBN 3-426-27346-2
- （德文）Ich. Erfolg kommt von Innen, riva premium Verlag 2008, ISBN 3-936994-99-4
- （德文）Du packst es! Wie du schaffst, was du willst Pendo/Piper Verlag 2010, ISBN 978-3-86612-279-6